# Gwanda
Gwanda – miasto w południowym Zimbabwe, stolica prowincji Matabeleland Południowy. Według danych na rok 2012 liczyło 19 895 mieszkańców.